# Fritillaria skorpili
Fritillaria skorpili là một loài thực vật có hoa trong họ Liliaceae. Loài này được Velen. miêu tả khoa học đầu tiên năm 1898.